# Brayley (Mondkrater)
Brayley ist ein Einschlagkrater im südwestlichen Bereich des Mare Imbrium. Nördlich erstreckt sich die Rima Brayley über eine Länge von mehr als 300 Kilometern.
Brayley ist von kreisförmiger Gestalt. Aus seinem Kraterboden erhebt sich ein niedriger Zentralberg. Kraterwände und -boden weisen keine bemerkenswerte Erosion durch spätere Einschläge auf.
| Buchstabe | Position           | Durchmesser | Link |
| --------- | ------------------ | ----------- | ---- |
| B         | 20,7° N, 34,32° W  | 9 km        |      |
| C         | 21,38° N, 39,47° W | 8 km        |      |
| D         | 20,01° N, 32,88° W | 6 km        |      |
| E         | 21,26° N, 39,82° W | 5 km        |      |
| F         | 21,07° N, 34,11° W | 5 km        |      |
| G         | 24,15° N, 36,45° W | 4 km        |      |
| K         | 21,2° N, 41,72° W  | 3 km        |      |
| L         | 20,9° N, 42,66° W  | 3 km        |      |
| S         | 25,04° N, 36,77° W | 3 km        |      |